# Algernon St. Maur, 14. Duke of Somerset

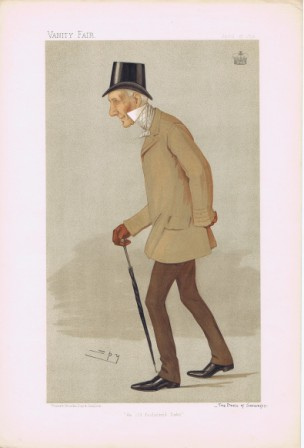
„An old fashioned Duke“. Karikatur des Duke of Somerset von Spy in der Vanity Fair, 1893.

Algernon Percy Banks St. Maur, 14. Duke of Somerset (geborener Seymour, * 22. Dezember 1813 in Burton Hall, Cheshire; † 2. Oktober 1894) war ein britischer Peer, Offizier und Politiker.

## Leben
Er war der dritte und jüngste Sohn des Edward St. Maur, 11. Duke of Somerset (1775–1855), aus dessen erster Ehe mit Lady Charlotte Hamilton (1772–1827), einer Tochter des Archibald Hamilton, 9. Duke of Hamilton. Sein Vater ließ die Schreibweise seines Familiennamens „Seymour“ amtlich zu „St. Maur“ ändern – man hielt diese für die ursprüngliche Schreibweise des Namens. Als jüngerer Sohn eines Dukes führte er seit Geburt das Höflichkeitsprädikat Lord.
1833 trat er als Cornet des Royal Regiment of Horse Guards in die British Army ein und stieg dort 1843 in den Rang eines Captain auf. Nach Ende seiner Armeezeit bewohnte er das Manor House von Wilcot in Wiltshire. In einer Zeit, in der sich die Eisenbahn durchsetzte, begeisterte er sich für die veraltende Kunst des Fahrens von Kutschen mit Pferdegespann, worüber er mehrere Abhandlungen veröffentlichte. Ebenso betrieb er die traditionelle Fuchsjagd.
Da seine älteren Brüder Edward St. Maur, 12. Duke of Somerset, und Archibald St. Maur, 13. Duke of Somerset, 1885 und 1891 starben und keine legitimen männlichen Nachkommen hinterließen, erbte er beim Tod des Letzteren im Alter von 77 Jahren dessen Adelstitel als 14. Duke of Somerset, 15. Baron Seymour und 12. Baronet, of Berry Pomeroy, sowie die umfangreichen Ländereien der Familie in Devon, Somerset, Wiltshire und Dorset. Aufgrund der Titel wurde er auf Lebenszeit Mitglied des britischen House of Lords.
Er starb 1894 im Alter von 80 Jahren. Seine Adelstitel fielen an seinen ältesten Sohn Algernon St. Maur als 15. Duke.

## Ehe und Nachkommen
Am 17. Mai 1845 heiratete er in Dresden Horatia Isabella Harriet Morier (1819–1915), Tochter des John Philip Morier (1776–1853), britischer Gesandter im Königreich Sachsen, aus dessen Ehe mit Horatia Maria Francis Seymour (1795–1853). Über ihre Mutter war diese eine Algernons Cousine fünften Grades. Mit ihr hatte er vier Söhne:
- Algernon St. Maur, 15. Duke of Somerset (1846–1923), ⚭ 1877 Susan Margaret Richards MacKinnon († 1936);
- Lord Percy St. Maur (1847–1907), Major im 1st Battalion der Royal Fusiliers, ⚭ 1899 Hon. Violet White († 1927), Tochter des Luke White, 2. Baron Annaly;
- Lord Ernest St. Maur (1847–1922), ⚭ 1907 Dora Constable;
- Lord Edward St. Maur (1849–1920), Lieutenant der 60th Rifles, ⚭ 1879 Lilian Stanhope († 1910).

## Veröffentlichungen
- Single Harness. In: Henry Somerset, 8. Duke of Beaufort (Hrsg.): The Badminton Library of Sports and Pastimes. Driving. Longmans, Green & Co., London 1889, S. 138–146 (Google Books).
- Old Coaching Days. In: Henry Somerset, 8. Duke of Beaufort (Hrsg.): The Badminton Library of Sports and Pastimes. Driving. Longmans, Green & Co., London 1889, S. 171–217 (Google Books).